# Ленінськ (Челябінська область)
Ленінськ (рос. Ленинск) — селище, підпорядковане місту Міас Челябінської області Російської Федерації.
Населення становить 1862 особи (2010).

## Історія
Згідно із законом від 26 серпня 2004 року органом місцевого самоврядування є Міаський міський округ.

## Населення
| 1959 | 1970  | 1979  | 1989  | 2002  | 2010  |
| ---- | ----- | ----- | ----- | ----- | ----- |
| 4301 | ↘1724 | ↗1908 | ↘1730 | ↘1713 | ↗1862 |